# Pre-Noachiano
Il pre-Noachiano è il primo periodo, invero informale, della suddivisione del tempo geologico di Marte. Interessa i primi eventi avvenuti al pianeta e non è possibile considerarlo un intervallo vero e proprio, anche in virtù della mancanza di testimonianze rocciose o morfologiche. In pratica con tale termine si può ipotizzare una geocronologia dei primi istanti di vita, ma non una cronostratigrafia che ne possa materializzare gli avvenimenti.
Il pre-Noachiano si estende dal momento di costituzione del pianeta avvenuta circa 4.5 Ga fa, fino al tempo di formazione del bacino di Hellas. Stime sul periodo di formazione di quest'ultimo vanno da 4.1 Ga fa a 3.8 Ga fa, a seconda che si consideri una formazione per costante declino o per un picco tardivo, dei bacini marziani.
Questo periodo verrebbe ad essere caratterizzato dalla modellatura della dicotomia globale, probabilmente di età precoce, dalla presenza di un campo magnetico planetario, da un primo accumulo di Tharsis, da grandi crateri che, formati episodicamente, potrebbero aver prodotto rilevanti effetti ambientali. Tuttavia, la natura dell'atmosfera, la composizione dei volatili al suolo e le condizioni della superficie tra gli eventi dei grande impatti sono a tutt'oggi sconosciuti.

## Caratteristiche
Di questo periodo geologico si conosce ben poco a causa dell'alto tasso di caduta delle meteoriti e dell'evoluzione veloce che ha subito Marte. Si può immaginare come un pianeta appena formato e caratterizzato da distese di materiale ancora non raffreddato e comunque con la crosta giovane che ha subito i primi effetti da attività vulcanica e da impatto.

### Formazione
Marte si sarebbe differenziato in crosta, mantello e nucleo entro poche decine di milioni di anni dalla sua formazione. Ciò deriverebbe da prove geochimiche ricavate dalle meteoriti di sicura provenienza marziana ed in particolar modo dalla ALH84001 di età prossima ai circa 4 Ga fa, che presentano un eccesso di 182W e 142Nd. Questa rapida suddivisione con la formazione del nucleo e le stime di uno spessore medio della crosta di diverse decine di chilometri, posero vincoli ai modelli di evoluzione termica successiva. A seguito della separazione, i flussi di calore endogeni raggiunsero il picco di 60-70 mW/m2 circa 4,4 Ga fa, per poi diminuire quasi linearmente fino ad un valore inferiore ai 10-20 mW/m2, come indicato dalla mancanza di flessione della litosfera sotto gli attuali carichi polari.
Con questi valori, sarebbe venuto a comporsi il 70%, e forse oltre, della crosta entro i 4 Ga fa, portando a comportamenti ipotizzabili dai modelli e dalla teoria. Il tasso del vulcanismo probabilmente accoppiato in questa fase di vita di Marte al flusso di calore interno, potrebbe essere diminuito poi rapidamente durante le prime centinaia di milioni di anni, sebbene manchino le prove geomorfologiche del pre-Noachiano, essendo andate distrutte. Ciò lascerebbe pensare che Tharsis potrebbe effettivamente aver iniziato la sua costruzione proprio in questo momento, sebbene le prove che osserviamo oggi lasciano intendere un suo accumulo per lo più avvenuto entro la fine del Noachiano (prossimo ai 3,7 Gyr fa) e non si abbiano registrazioni dell'inizio del suo accrescimento.

### Testimonianze superficiali
Il pre-Noachiano verrebbe caratterizzato dalla fase dell'Intenso bombardamento tardivo. Non è noto quanto si possa discernere dalla documentazione geologica profonda, oppure dalla topografia superficiale, gli effetti di questo stadio. Parte dell'incertezza deriva dalla storia dei crateri da cui viene inferita la cronologia di Marte, in particolare se sia esistito un picco tardivo nella formazione dei grandi bacini da impatto, intorno a 3,9 Ga fa o un costante declino dopo l'accrescimento del pianeta.
È stato notato che numerose grandi depressioni quasi circolari (QCD), come Chryse e Acidalia, sono distinguibili nei dati del Mars Orbiter Laser Altimeter (MOLA), ma solo vagamente visibili nell'imaging diretto. Alcuni di questi sono pensati essere probabili resti di bacini da impatto antecedenti alla formazione di Hellas, quindi, secondo la sua definizione, si sarebbero formati nel pre-Noachiano, sebbene sia da sottolineare che il tempo di formazione di Hellas rimane a tutt'oggi incerto. Dal numero di queste depressioni e dai crateri sovrapposti ai bordi del bacino di Hellas e dalle stime del tasso di craterizzazione per il periodo del pesante bombardamento tardivo, si ipotizza favorevolmente un calo costante negli impatti, piuttosto che un picco di produzione. È stato stimato così che Isidis abbia 3.9 Ga, Hellas 4.1 Ga, Utopia 4.12 Ga e Ares 4.23 Ga. Queste età, tuttavia, devono essere viste con notevole scetticismo poiché rimane molta incertezza sulla tempistica della formazione dei bacini sulla Luna, utilizzata come base per il calcolo dell'età di formazione di quelli marziani, nell'assunto che ci fosse stato il bombardamento tardivo, e il relativo adattamento del flusso di impatto per il pianeta Rosso.

### Dicotomia marziana

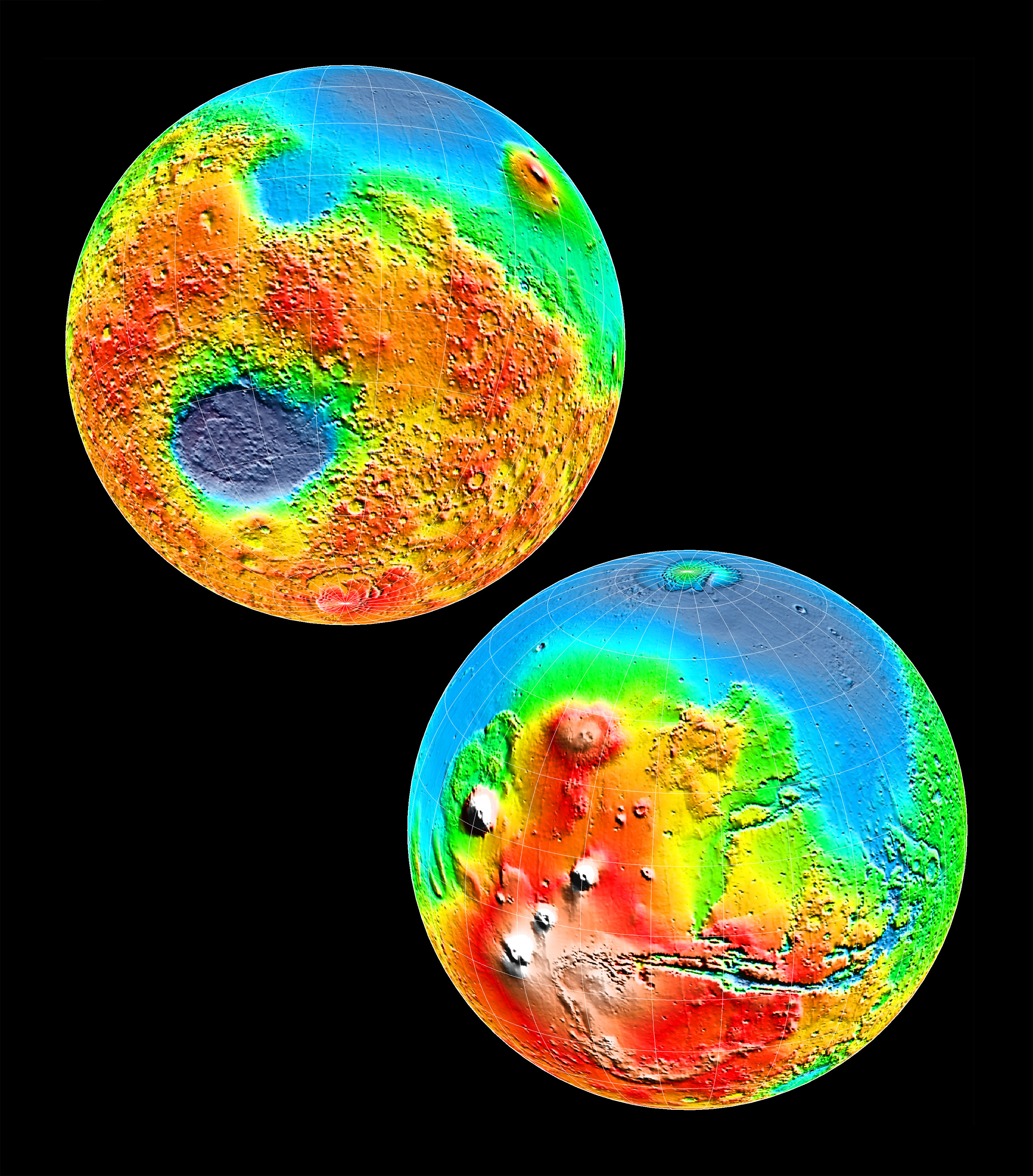
Tra le tante caratteristiche superficiali di Marte spicca la Dicotomia marziana, per cui l'emisfero settentrionale è diverso da quello meridionale. Nell'immagine prodotta dal Mars Orbiter Laser Altimeter (MOLA), strumento posto a bordo del Mars Global Surveyor (MGS), si nota bene la netta differenziazione morfologica.

La più vistosa peculiarità geomorfologica di Marte potrebbe forse coincidere con il più antico evento geologico registrato ed osservabile sulla superficie di Marte: quello della formazione della dicotomia globale. Infatti l'emisfero settentrionale viene a differenziarsi morfologicamente da quello meridionale per tre caratteristiche, non necessariamente ovunque presenti contemporaneamente, date dalle accentuate differenze di elevazione, di spessore crostale e infine delle differenze di densità di craterizzazione.
Quello che osserviamo sono diversità nelle quote indicata da una distribuzione bimodale delle elevazioni, con una differenza sino a 5.5 km tra i due emisferi  ed uno spessore della crosta stimato in media 30 km a nord dal limite della dicotomia e circa 60 km a sud. Le differenze nella densità di craterizzazione attraverso il confine sembrano essere piuttosto superficiali. Le prove geofisiche suggeriscono che una superficie densamente craterizzata è presente in profondità al di sotto dell'attuale zona dell'Esperiano-Amazzoniano nell'emisfero settentrionale, contraddistinta dai resti di vecchi crateri che spuntano attraverso le pianure più giovani come vaghi contorni circolari nelle immagini riprese dalle varie missioni e nelle depressioni quasi circolari. Questa porta all'ipotesi che le superfici del Noachiano che giacciono a quote inferiori, fortemente craterizzate e poste a nord della dicotomia, sembrerebbero semplicemente coperte da depositi più giovani. Alcuni autori hanno suggerito che la base delle pianure settentrionali conserva una vasta popolazione di crateri da impatto databili a circa 4.1 Ga fa sulla base del numero delle depressioni quasi circolari osservabili, nonostante i dati su questi bacini sono molto incerti. Si deve inoltre distinguere tra il tempo di formazione della dicotomia e il tempo di formazione del riempimento presente nel settore settentrionale. Dalle prove geologiche la prima potrebbe essersi formata in qualsiasi momento tra la solidificazione della crosta avvenuta 4.5 Ga fa e la nascita del più antico dei bacini d'impatto chiaramente sovrapposti, tipo Utopia e Chryse avvenuta circa 4.1 Ga fa (oppure circa 3.8 Ga fa a secondo il modello del tardo bombardamento).
Anche la modalità di formazione della dicotomia è incerta. La presenza di una superficie del Noachiano al di sotto di quella attuale indica che le pianure settentrionali non possono essersi formate mediante un processo analogo all'espansione superficiale e alla creazione di nuova crosta, come avviene sulla Terra nelle dorsali oceaniche, almeno ad iniziare dall'Esperiano. Alcuni autori puntano invece ad un'origine interna precoce, legata alla convezione globale del mantello.  Un'altra ipotesi genetica per la formazione della dicotomia è che questa sia il risultato di uno o più grandi impatti. Il profilo del bacino risultante sarebbe in parte mascherato dai processi vulcanici più giovani di Tharsis e da Chryse, ipotizzato come bacino, sempre da impatto, più giovane e sovrapposto. È stato comunque espresso scetticismo sul fatto che le pianure settentrionali siano il segno di una cicatrice da urto, perché ci sono poche prove di un assottigliamento estremo della crosta presente invece all'interno di Hellas e Isidis, né tantomeno esisterebbe un bordo percettibile intorno al bacino. Tuttavia, utilizzando l'analisi dei valori della gravità per tracciare il profilo dell'ipotetico bacino sotto Tharsis, si è dimostrato come questo dovesse essere alquanto ellittico e che i dati geofisici possono essere riconciliati in qualche modo con l'origine meteorica per impatto di un corpo della dimensione di 1600-2700 km di diametro. Si deve tenere presente comunque che se il bacino si fosse formato molto presto, subito dopo la formazione della crosta, avrebbe sperimentato erosione, sedimentazione, rimbalzo isostatico e riempimento vulcanico per centinaia di milioni di anni, (un lungo periodo esteso quasi quanto il Fanerozoico terrestre), prima della registrazione geologica più completa, emersa dopo la formazione del bacino dell'Hellas all'inizio del Periodo Noachiano.

### Degassazione e quantità di volatili
Le condizioni della superficie durante il pre-Noachiano sono molto incerte. I record geologici sono stati quasi completamente eliminati e la modellazione della ritenzione di acqua e altri volatili nel momento della strutturazione di Marte presenta grandi incertezze, che vanno a riflettersi sulla successiva evoluzione geologica. In particolare la quantità di acqua e altre sostanze volatili acquisite durante l'accrescimento e successivamente rilasciate e quindi trattenute in superficie, risulta essere principalmente teorica. Entrambi dipendono dalla miscela di materiali accumulati per formare il pianeta, dall'efficacia del degassamento dell'acqua e la sua ritenzione durante l'accrescimento, dalle perdite dovute alla fuga idrodinamica, dai tempi e dalla quantità di eventuali aggiunte tardive di sostanze ricche di volatili sul pianeta dopo il frazionamento globale, dall'efficacia dell'erosione da impatto e dei processi agenti nell'atmosfera superiore, nella rimozione dell'acqua e la quantità di degassamento vulcanico successivo al periodo di accrescimento soprattutto di acqua e zolfo.  A causa delle incertezze sull'efficacia e sulla tempistica di tutti questi processi, i modelli della storia iniziale del pianeta non pongono forti vincoli sulla quantità di acqua successivamente disponibile nella superficie marziana che parteciparono ai seguenti processi geologici.

### Effetti dei grandi impatti
Quali che siano stati gli eventi che hanno caratterizzato il pre-Noachiano, una certezza è che la superficie è stata interrotta episodicamente da eventi di impatto che produssero bacini molto grandi.
La formazione di questi crateri (con un diametro attorno ai 500 km) avrebbe provocato l'espulsione di grandi quantità di roccia vaporizzata e la fusione delle rocce dentro l'atmosfera e oltre, facendo evaporare tutti gli oceani ipoteticamente presenti, aumentando le temperature superficiali di diverse centinaia di K. Nonostante la bassa luminosità solare, le temperature superficiali sarebbero potute rimanere sopra lo zero per anni dopo ogni urto. L'acqua immessa nell'atmosfera durante l'impatto iniziale e durante il successivo riscaldamento alla superficie e nel sottosuolo, in teoria sarebbe potuta ricadere come pioggia nel corso degli anni, tempo dipende dall'entità dell'impatto. Le condizioni durante i lunghi periodi (forse milioni di anni) tra gli eventi di formazione dei bacini dipesero dagli effetti di piccoli impatti e dalla capacità dell'atmosfera di fornire un significativo riscaldamento, dovuto all'effetto serra durante questa fase di bassa luminosità solare, dipeso a sua volta dallo spessore dell'atmosfera e dalla sua composizione, in particolare dall'abbondanza di gas serra in tracce come metano (CH4) e biossido di zolfo (SO2).